# San Remigio (Cebu)
Pour les articles homonymes, voir San Remigio.
San Remigio est une municipalité de la province de Cebu, au nord-ouest de l'île de Cebu, aux Philippines.

## Détails
L'ancien nom de l'installation est Kanghagas.
Elle est entourée des municipalités de Tabuelan (sud), Medellin (et l'Île Bantayan) (nord), Tabogon-Bogo (est) et du détroit de Tañon (ouest).
Elle est administrativement constituée de 27 barangays (quartiers/districts/villages) :
- Anapog
- Argawanon
- Bagtic
- Bancasan
- Batad
- Bus-ogon
- Calambua
- Canagahan
- Dapdap
- Gawaygaway
- Hagnaya
- Kayam
- Kinawahan
- Lambusan
- Lawis
- Libaong
- Looc
- Luyang
- Maño
- Poblacion
- Punta
- Sab-a
- San Miguel
- Tacup
- Tambongon
- To-ong
- Victoria

Sa population en 2019 est d'environ 60 000 habitants.